# Sam & Max: Season Two
Sam & Max: Season Two – All-Zeit Bereit (im englischen Original Sam & Max Beyond Time and Space) ist das zweite Spiel von Telltale Games das auf der Comicreihe Sam & Max basiert. Das Spiel besteht aus den fünf Episoden Ice Station Santa, Moai Better Blues, Night of the Raving Dead, Chariots of the Dogs und What’s New, Beelzebub?, die einzeln erstmals zwischen November 2007 und April 2008 als Download in englischer Sprache für Windows, Wii und Xbox 360 veröffentlicht wurden. 2010 wurde von Atari eine deutschsprachige Gesamtkollektion herausgegeben.

## Handlung
Season Two ist die Fortsetzung von Sam & Max: Season One. Die Episoden sind jeweils in sich abgeschlossene Erzählungen, die insgesamt eine Geschichte bilden und dabei immer wieder auf vorhergehende Episoden Bezug nehmen. Die letzte Episode der Staffel ist zugleich das Finale der übergreifenden Handlung.

### Ice Station Santa
Der von einem Dämonen besessene Santa Claus sendet einen riesigen Kampfroboter, den Maimtron 9000, um Sam und Max zu töten. Nachdem diese den Roboter ausgeschaltet und Santa Claus exorziert haben, müssen sie die Weihnachten der Vergangenheit, der Gegenwart und der Zukunft retten.

### Moai Better Blues
Sam und Max reisen mittels eines geheimnisvollen dreieckigen Dimensionstors auf die Osterinsel. Dort versuchen sie eine Vulkanexplosion zu verhindern, welche nicht nur die Insel, sondern die komplette Zivilisation zu zerstören droht.

### Night of the Raving Dead
Sam und Max reisen nach Stuttgart, wo der Vampir Jürgen versucht, mit einer Zombie-Armee die Weltherrschaft an sich zu reißen.

### Chariots of the Dogs
Der Ladenbesitzer Bosco ist spurlos verschwunden. Sam und Max arbeiten mit ihrem Nachbarn, dem Detektiv Flint Paper zusammen, der von Boscos Mutter beauftragt wurde, ihn wiederzufinden. Dabei gelangen sie auf ein außerirdisches Raumschiff.

### What’s New, Beelzebub?
Sam und Max reisen in die Hölle, um die Seele von Bosco zu retten. Dabei treffen sie auf den Teufel persönlich und Pedro, einen Mariachi.

## Produktionsnotizen
Der Soundtrack des Spiels wurde von Jared Emerson-Johnson komponiert.
Die englischen Episoden erschienen als Downloadversion nacheinander von November 2007 bis April 2008. Im Dezember 2008 wurde bei einer Pressekonferenz in London mitgeteilt, dass Atari als Partner von Telltale die weltweite Vermarktung des Spieles für PC und Wii übernimmt. Angekündigt wurden dabei lokalisierte Sprachversionen in Französisch und Deutsch sowie Untertitel in Italienisch und Spanisch. Die deutsche Version ist Ende April 2010 unter dem Namen Sam & Max – Season 2: All-Zeit bereit erschienen.

## Rezeption
Sam & Max: Beyond Time and Space erhielt gemischte bis positive Bewertungen. Metacritic aggregiert 5 Rezensionen zu einem Mittelwert von 64. Eine gute Kritik lieferte PC Games. Anders als bei der ersten Staffel wurde jedoch die deutsche Sprachausgabe kritisiert. So schrieb unter anderem die GameStar: „Unverzeihlich ist aber die Dialogregie, denn diese ist praktisch nicht vorhanden. […] Stattdessen fehlt es den Dialogen an Lebendigkeit und situationsgerechter Betonung.“